# مری آپیک
مری آپیک (ارمنی: Մերի Ափիկ؛ زادهٔ ۲۴ خرداد ۱۳۳۳) بازیگر تئاتر، سینما و تهیه‌کننده فیلم ارمنی‌تبار اهل ایران ساکن ایالات متحده آمریکا است. وی از سال ۱۳۴۶ مشغول فعالیت بوده است. وی پس از انقلاب ۱۳۵۷ در لس آنجلس، کالیفرنیا می‌باشد.

## زندگی
مری آپیک ۲۴ خرداد ۱۳۳۳ در یک خانوادهٔ ارمنی‌تبار در تهران به دنیا آمد. مادرش آپیک یوسفیان بازیگرٔ قدیمی سینما، تئاتر و تلویزیون است.
او در ابتدا به مدرسه فرانسوی‌ها می‌رفت و رقص باله و نوازندگی پیانو را در آنجا فرا گرفت. در نوجوانی عضو گروه باله ملی ایران شد و در تالار رودکی به اجرای باله می‌پرداخت. او در ابتدا قصد داشت که بالرین شود اما در نهایت به سینما و موسیقی روی آورد و در سن ۱۶ سالگی به دعوت مسعود کیمیایی در فیلم داش آکل در نقش مرجان به ایفای نقش پرداخت. وی فعالیت هنری خود را با بازی در «تئاتر کوچک تهران» که در زیر بازار صفویه در خیابان پهلوی قرارداشت با همکاری پرویز صیاد ادامه داد. او در دهمین جشنوارهٔ بین‌المللی فیلم مسکو که در تیر ۱۳۵۶ برگزار شد به خاطر بازی در فیلم بن‌بست برنده جایزه بهترین بازیگر زن شد.
همسر پیشین او باب یاری تهیه کنندهٔ سینمای هالیوود است.

## فیلم‌شناسی
| سال       | نام فیلم                            | نقش   | رسانه            | کارگردان       | توضیحات                  | منبع |
| --------- | ----------------------------------- | ----- | ---------------- | -------------- | ------------------------ | ---- |
| ۱۳۴۶      | امیر ارسلان نامدار و فرخ‌لقای خالدار | لولوش | مجموعه تلویزیونی |                |                          |      |
| ۱۳۵۰–۱۳۵۳ | اختاپوس                             | منیژه | مجموعه تلویزیونی | پرویز صیاد     |                          |      |
| ۱۳۵۰      | داش آکل                             | مرجان | سینما            | مسعود کیمیایی  |                          |      |
| ۱۳۵۳      | ماجراهای صمد                        |       | مجموعه تلویزیونی | پرویز صیاد     |                          |      |
| ۱۳۵۳      | مظفر                                |       | سینما            | مسعود ظلی      |                          |      |
| ۱۳۵۳      | اسرار گنج دره جنی                   |       | سینما            | ابراهیم گلستان |                          |      |
| ۱۳۵۴      | مأمور ما صمد در بالاتر از خطر       |       | مجموعه تلویزیونی | پرویز صیاد     |                          |      |
| ۱۳۵۴      | کاف‌شو                               |       | مجموعه تلویزیونی | پرویز صیاد     | اختاپوس ۱۵۱ (آخرین قسمت) |      |
| ۱۳۵۶      | بن‌بست                               |       | سینما            | پرویز صیاد     |                          |      |
| ۱۹۸۳      | فرستاده                             |       | سینما            | پرویز صیاد     | خارج از ایران            |      |
| ۱۹۸۷      | سرحد                                |       | سینما            | پرویز صیاد     | خارج از ایران            |      |

## کارگردانی
- گربه (انیمیشن کوتاه) (۲۰۲۰)[۴]

## جوایز
- بهترین بازیگر زن، دهمین جشنواره بین‌المللی فیلم مسکو

## نگارخانه

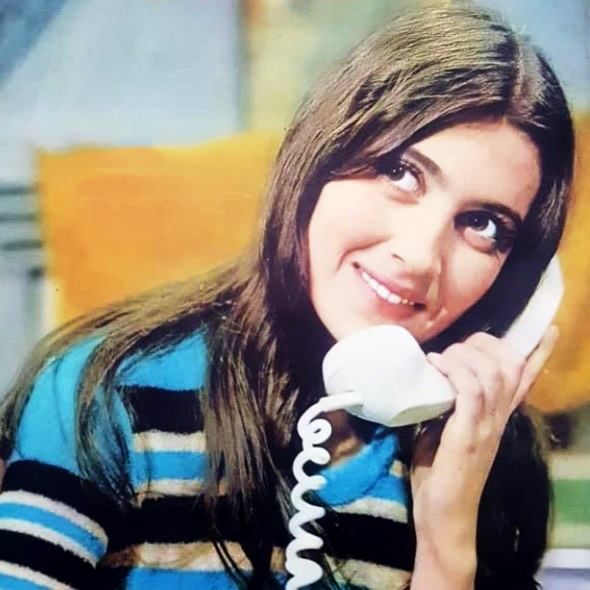
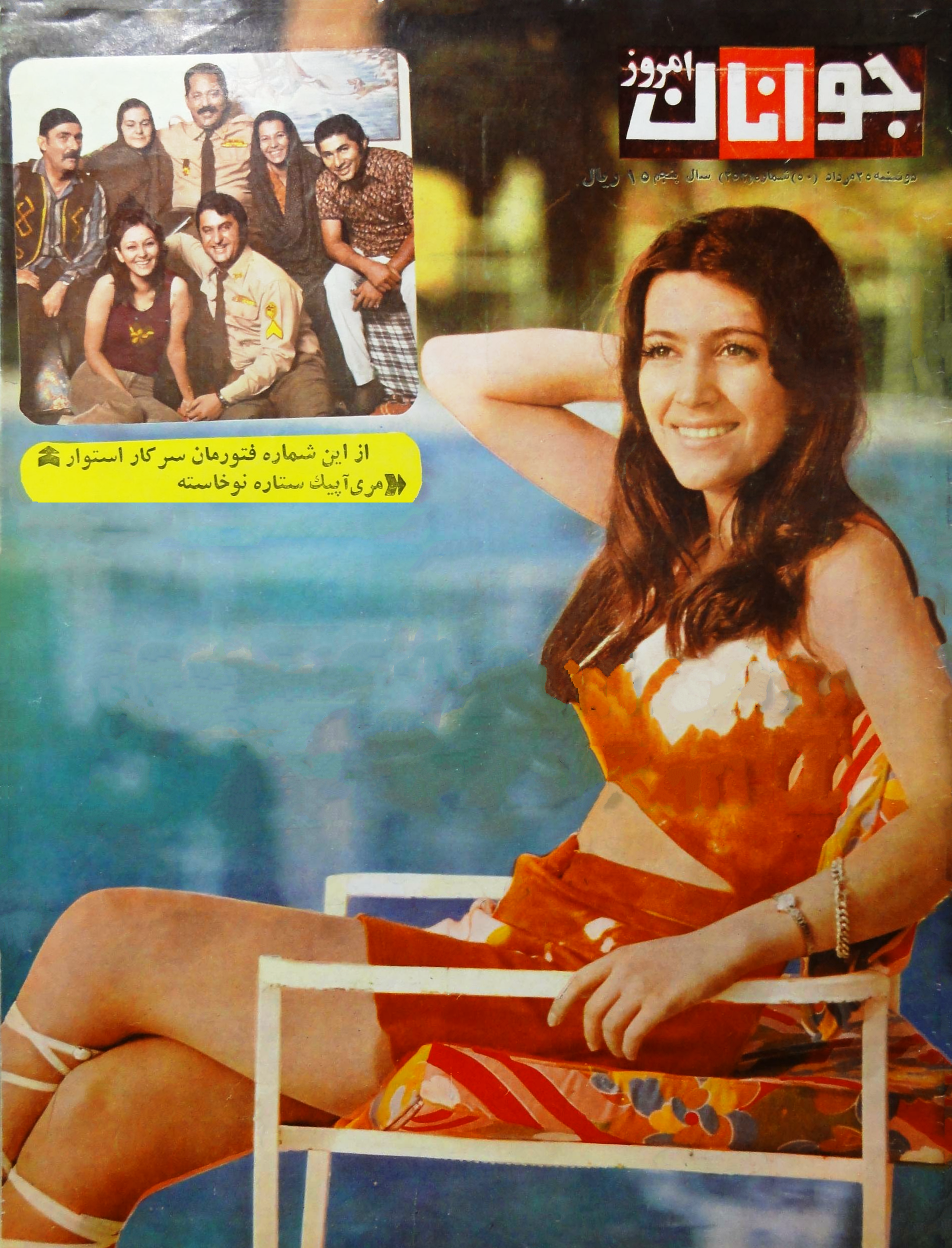
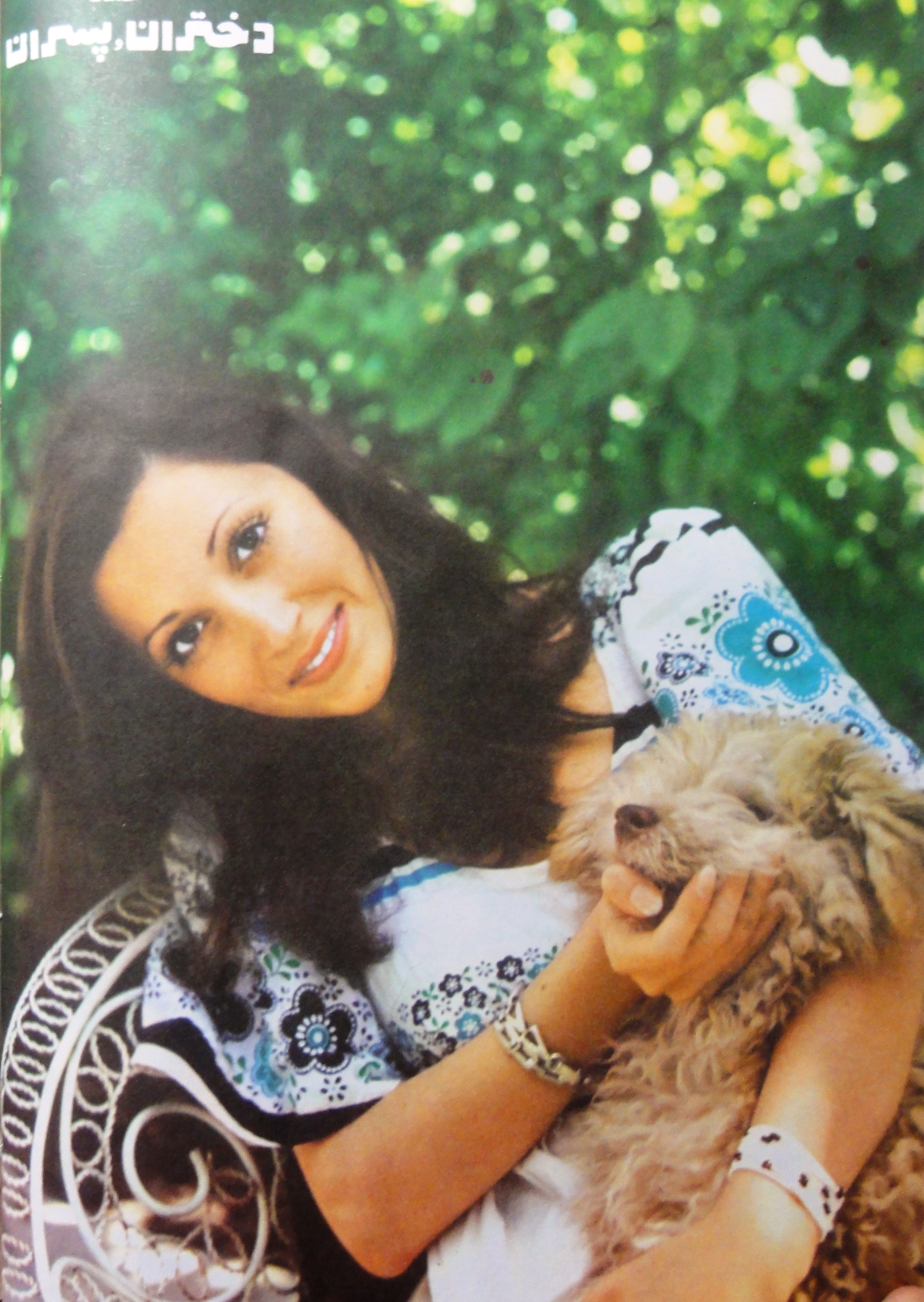
پرویز صیاد، مری آپیک و نوذر آزادی
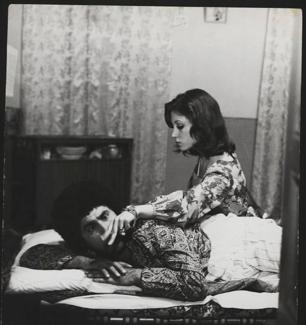
مری آپیک به همراه پرویز صیاد در فیلم مظفر